# (13783) 1998 UJ20
1998 يو جاي 20 (ويعرف أيضًا باسم (13783) 1998 يو جاي 20 وفق تسمية الكوكب الصغير) (بالإنجليزية: 1998 UJ20)‏ هو كويكب ضمن حزام الكويكبات؛ وترتيبه 13783 من حيث الاكتشاف.
اكتُشف هذا الجُرم الفلكي بواسطة هيروشي كانيدا في 20 أكتوبر 1998.

## وصلات خارجية
- (13783) 1998 UJ20 في قاعدة بيانات مختبر الدفع النفاث لأجرام النظام الشمسي الصغيرة

- الاكتشاف · مخطط المدار ·  العناصر المدارية · المعلمات المادية

- (13783) 1998 UJ20 على موقع ويكي سكاي: DSS2, SDSS, GALEX, IRAS, Hydrogen α, X-Ray, Astrophoto, Sky Map, Articles and images